# 手越祐也 LIVE TOUR 2022 NEW FRONTIER
『手越祐也 LIVE TOUR 2022 NEW FRONTIER』（てごしゆうや ライブ ツアー 2022 にゅうふろんていあ）は、2022年1月29日から同年4月29日にかけて開催された手越祐也のライブツアー。2022年9月7日にフォーライフミュージックから1枚目のライブBlu-ray/DVDとして発売された。

## 概要

### ライブツアー
- 本ツアーは、2022年1月29日から4月29日にかけて開催された、自身の1stアルバム『NEW FRONTIER』を引っさげた全国ホールツアーである。
- 2011年の震災後、自身支援活動や復興イベントに尽力しており、「風化は絶対あってはならない」という想いから、仙台からのツアーとなった。[1]
- 2022年2月6日予定された名古屋公演では、ツアー関係者のコロナ陽性のため延期。さらに、振替日程に来場できないファンがいる可能性も考慮し、陰性の確認が取れている10人弱のスタッフで、該当公演のチケット所有者を対象とした無料アコースティックミニライブを実施した。[2]
- 福岡、札幌、横須賀、大阪公演は感染症対策の新たな安全管理を徹底したルールの構築や環境を整えるために一旦延期することとなった。本来最終公演であった3月3日の東京公演からツアー再スタートとなる。[3]
- 再スタートと同時に、4月29日の東京追加公演を発表。[4]
- 最終日東京公演では1部VR MODE生配信、2部 FAN STREAMとLINE LIVEで有料生配信を行う。[5]

### 公演日程
| 年     | 月  | 日   | 開演時間 | 会場                               |
| ------ | --- | ---- | -------- | ---------------------------------- |
| 2022年 | 1月 | 29日 | 15:00    | 東京エレクトロンホール宮城         |
| 2022年 | 1月 | 29日 | 19:00    | 東京エレクトロンホール宮城         |
| 2022年 | 3月 | 3日  | 19:00    | LINE CUBE SHIBUYA                  |
| 2022年 | 3月 | 18日 | 19:00    | 福岡サンパレス                     |
| 2022年 | 3月 | 23日 | 19:00    | 札幌市教育文化会館                 |
| 2022年 | 3月 | 24日 | 19:00    | 札幌市教育文化会館                 |
| 2022年 | 4月 | 3日  | 15:00    | 横須賀芸術劇場大ホール             |
| 2022年 | 4月 | 3日  | 19:00    | 横須賀芸術劇場大ホール             |
| 2022年 | 4月 | 6日  | 19:00    | 名古屋国際会議場センチュリーホール |
| 2022年 | 4月 | 7日  | 19:00    | 名古屋国際会議場センチュリーホール |
| 2022年 | 4月 | 16日 | 18:00    | オリックス劇場                     |
| 2022年 | 4月 | 17日 | 18:00    | オリックス劇場                     |
| 2022年 | 4月 | 29日 | 15:00    | LINE CUBE SHIBUYA                  |
| 2022年 | 4月 | 29日 | 19:00    | LINE CUBE SHIBUYA                  |

## 映像作品
- 前作『手越祐也 LIVE TOUR 2021【ARE YOU READY?】』、『YUYA TEGOSHI CLIPS』はFC限定販売作品のため、今作が実質ソロアーティストデビュー後初リリースの映像作品となる。
- 本作はBlu-ray/DVDの2形態で発売。
- 本作には、ツアーファイナルである2022年4月29日の東京・LINE CUBE SHIBUYA公演の模様を収録。
- 各店舗に購入特典ポスター付き（A2 5種類、B2 1種類）。
- 手越祐也オフィシャルLINE SHOPには、オリジナルスリーブケース（Blu-ray）とオリジナル収納BOX（DVD）の購入者限定特典付き。

### 販売形態
- 発売日：2022年9月7日
  - Blu-ray（FLXF-1004）
    - 初回生産分のみ「サイン入りグッズ 応募抽選専用応募ハガキ」が封入
    - 全日程ドキュメント特典動画収録。

  - DVD（FLBF-8115）
    - 初回生産分のみ「サイン入りグッズ 応募抽選専用応募ハガキ」が封入
    - 最終日ドキュメント特典動画収録。

### チャート成績
- オリコンチャート
  - 2022年9月6日付の「オリコンデイリー BDランキング」で初登場4位、「オリコンデイリー ミュージックBDランキング」で初登場2位を獲得した。
  - 2022年9月6日付の「オリコンデイリー DVDランキング」で初登場2位、「オリコンデイリー ミュージックDVDランキング」で初登場1位を獲得した。
  - 初週2,415枚を売り上げ、2022年9月19日付の「オリコン週間BDランキング」で週間3位[6]、「オリコン週間 ミュージックBDランキング」で週間2位[7]を獲得した。
  - 初週1,279枚を売り上げ、2022年9月19日付の「オリコン週間DVDランキング」で週間2位[8]、「オリコン週間 ミュージックDVDランキング」で週間1位[9]を獲得した。
  - 初週3,694枚を売り上げ、2022年9月19日付の「オリコン週間総合音楽ランキング」で週間2位を獲得した[10]。

### 収録内容
- 本編映像（BD＆DVD共通）
  - ～prologue～
01 ウインク
02 ARE U READY
03 Hello!!
MC
04 Snow White
05 シナモン
06 ONE LIFE
07 Venus Symphony
MC
08 DANCER/BAND scene
09 七色エール
10 HONEYYY
11 LUV ME, LUV ME
12 LOVE SENSATION
13 プロポーズ
～epilogue～
14 Addict
15 DoLLs
16 モガケ！

- 特典映像
  - Bly-ray document
    - 01 2022.2.6　名古屋国際会議場センチュリーホール
02 2022.3.3　LINE CUBE SHIBUYA
03 2022.3.18　福岡サンパレス ホテル＆ホール
04 2022.3.23　札幌市教育文化会館
05 2022.3.24　札幌市教育文化会館
06 2022.4.3　横須賀芸術劇場
07 2022.4.6　名古屋国際会議場センチュリーホール
08 2022.4.7　名古屋国際会議場センチュリーホール
09 2022.4.16　オリックス劇場
10 2022.4.17　オリックス劇場
11 2022.4.29　 LINE CUBE SHIBUYA

- - DVD document
    - 01 2022.4.29　 LINE CUBE SHIBUYA